# Jaime Espinal
Jaime Yusept Espinal (ur. 14 października 1984 w Santo Domingo) – portorykański zapaśnik startujący w stylu wolnym. Srebrny medalista igrzysk olimpijskich w Londynie w wadze 84 kg, a jedenasty w Rio de Janeiro 2016 w kategorii 86 kg.
Zajął dziewiąte miejsce na mistrzostwach świata w 2009. Trzeci na igrzyskach panamerykańskich w 2015 i piąty w 2011. Czterokrotny medalista mistrzostw panamerykańskich, srebrny w 2010 i 2019. Mistrz igrzysk Ameryki Środkowej i Karaibów w 2010 i trzeci w 2014 roku. Absolwent Walden University w Minneapolis.